# Mussaenda oblonga
Mussaenda oblonga är en måreväxtart som beskrevs av George King. Mussaenda oblonga ingår i släktet Mussaenda och familjen måreväxter. Inga underarter finns listade i Catalogue of Life.